# 觀園風力發電站
觀園風力發電站位於臺灣桃園市觀音區與大園區，因該發電站之機組共分為四群橫跨上述兩座區域，因此合稱觀園風力發電站。為隸屬於台灣電力公司旗下的風力發電站，與鄰近大潭風力發電站為同時期啟用商轉的風力發電站。

## 沿革

### 計畫
工業技術研究院能資所（現綠能所）早期針對風力發電開發潛能進行調查，報告中指出臺灣西部沿海地區之風力資源相當豐富極適合開發風力發電，因此在2004年12月澎湖縣白沙鄉中屯風力發電站第一期完工後，台電公司以該發電站作為運轉良好之典範，推動「風力發電十年發展計畫」。
「風力發電十年發展計畫」共分為多個期程推動，其中第一期風力發電開發，台灣電力公司主要鎖定在臺灣西部沿海既有的火力、核能發電廠閒置廠區，以及沿海空曠地區來架設風力發電機組，台電即計畫在大潭發電廠以及大園區、觀音區沿海架設風力發電機組。

### 施工
2003年11月25日台灣電力公司將觀園風力發電站與大潭風力發電站規畫裝設的機組共同向美國奇異公司採購，最後共採購23部裝置容量1.5MW的風力發電機組，並分別在大潭風力架設3部與觀園風力架設20部。觀園風力發電站之施工方面由中興電工集團得標負責，並由台灣電力公司新能源施工處負責施工監造業務。
觀園風力發電站的風力發電機組架設主要分成四大群，並分布在大園區與觀音區近20公里的沿海地帶上，總裝置容量達30MW。

### 完工
2005年12月25日觀園風力發電站完工啟用，交由鄰近的大潭發電廠另成立電氣組風力機課代為管理，該單位另負責大潭風力發電站的管理與維護。
由於觀園風力發電站為台電公司最早期所推動之風力發電計畫，當時向美國奇異公司所購買之機組屬於適用於歐洲大陸型氣候的寒帶風力發電機組，因此面對臺灣北部夏季高溫、冬季潮濕以及沿海沙灘的沙塵與鹽分侵襲影響，觀園風力發電站的20部風力發電機時常發生機組受損而啟動跳脫保護機制的狀況。
加上臺灣中北部沿海容易受到季風影響形成漂沙狀況，導致通往觀園風力發電站的四條維修道路時常被海砂掩埋而無法駕駛車輛前往維修。初期營運狀況十分困難，而使用相同型號機組之大潭風力發電站亦有風力發電機時常故障之狀況。
2007年8月1日因應台灣電力公司風力發電系統佔有比重日益增加，因此台電公司進行組織調整，將大潭發電廠電氣組風力機課、台中發電廠修配組風力機課、電源開發處新能源組，以及負責再生能源開發的新能源施工處共同合併成立再生能源處負責風力及太陽能系統的開發與營運事宜。包含觀園風力發電站在內的台電公司臺灣各地風力、太陽能發電系統統一改由再生能源處管轄。

## 設備

### 發電機組
| 風力發電機類型                               | 風力發電類型 | 機組數量 | 裝置容量（MW） | 商轉日期      | 狀態   |
| -------------------------------------------- | ------------ | -------- | -------------- | ------------- | ------ |
| 美国General Electric公司製 1.5se型風力發電機 | 陸域風力發電 | 20       | 30MW           | 2005年6月17日 | 商轉中 |

## 資料來源
1. ↑  潘欣中. . 聯合報. 2004-12-14  [2017-09-28]. （原始内容存档于2019-06-11） （中文（臺灣））.
2. 1 2 3  . The Wind Power.   [2017-09-28]. （原始内容存档于2020-08-01） （美国英语）.
3. 1 2  . 中興電工集團.   [2017-09-28] （中文（臺灣））.[永久]
4. 1 2 3  吳天明.  (PDF). 源雜誌91期. 2002-01  [2017-09-28]. （原始内容 (PDF)存档于2019-07-01） （中文（臺灣））.
5. 1 2 3  朱錫璋.  (PDF). 源雜誌92期. 2002-03  [2017-09-28]. （原始内容存档 (PDF)于2019-06-08） （中文（臺灣））.
6. 1 2 3  張立宇.  (PDF). 台電月刊559期. 2009-07  [2017-09-28]. （原始内容 (PDF)存档于2013-12-11） （中文（臺灣））.